# Гледичія китайська
Гледичія китайська (Gleditsia sinensis) є видом квіткової рослини, що походить з Азії — Китаю (Аньхой, Фуцзянь, Ганьсу, Гуандун, Гуансі, Гуйчжоу, Хебей, Хенань, Хубей, Хунань, Цзянсу, Цзянсі, Цінхай, Шеньсі, Шаньсі, Сичуань, Юньнань, Чжецзян). Вид населяє схили гір, ліси, долини, росте біля доріг; на висотах від 200 до 2500 метрів.

## Морфологічна характеристика
Це дерево чи невелике дерево, до 30 м заввишки. Гілки сірувато-коричневі. Колючки потужні, конічні, до 16 см, часто гіллясті. Листки перисті, 10–18(26) см; листочки (2)3–9 пар, від яйцювато-ланцетних до довгастих, 2–8.5(12.5) × 1–4(6) см, абаксіально злегка запушені на середній жилці, адаксіально запушені, сітчасті жилки помітно підняті на обох поверхнях, основа округла або клиноподібна, іноді злегка скошена, край пилчастий, верхівка гостра або загострена, верхівка заокруглена, мукронатна. Квітки двостатеві, жовтувато-білі, в пазушних або кінцевих запушених китицях 5–14 см. Чоловічі квітки: 9–10 мм в діаметрі; квітконіжки 2–8(10) мм; квітколоже темно-коричневе, 2.5–3 мм, ззовні запушене; чашолистків 4, трикутно-ланцетних, ≈ 3 мм, з обох боків запушені; пелюсток 4, довгастих, 4–5 мм, запушених; тичинок (6)8; рудиментарна маточка ≈ 2.5 мм. Квітки двостатеві: 10–12 мм у діаметрі; квітконіжки 2–5 мм; чашолистки та пелюстки подібні до чоловічих квіток, але довші; тичинок 8. Боби коричневі чи червонувато-коричневі, вигнуті, ремінчасті, 12–37 × 2–4 см, прямі чи скручені, з трохи товстим м'якушем, роздуті з обох поверхонь, деякі бобові коротші та менші, 5–13 × 1–1.5 см, без насіння. Насіння численне, коричневе, блискуче, довгасте або еліптичне, 11–13 × 8–9 мм.

## Використання

### Їстівне
Насіння обсмажують, очищають від лушпиння, замочують до м’якості, потім варять і їдять із цукром. Молоде листя можна варити.

### Лікарське
Gleditsia sinensis і близькоспоріднені види широко використовуються в традиційній китайській медицині. Використовуються всі частини рослини, але, мабуть, найважливішими є колючки на стовбурі та гілках. Вважається, що шипи мають протизапальну, антимікробну, протисвербіжну, протипухлинну та кардіопротекторну дію. Використовуються при лікуванні раку, гострих гнійних запалень, дерматопатій і тонзилітів. Висушені і подрібнені в порошок колючки використовуються для лікування набряків, особливо на грудях. У вигляді порошку або відвару вони використовуються як рідина для полоскання рота для лікування абсцесів і як засіб для полоскання при лікуванні виразок і шкірних захворювань загалом. Колючки не слід використовувати вагітним жінкам, оскільки вони мають стимулювальну дію на матку та можуть спровокувати викидень. Відваром листя промивають виразки. Кора стебла є глистогінним і жарознижувальним засобом. Кора кореня має глистогінний і протигарячковий засіб. Плід є антибактеріальним, протигрибковим, протикашльовим, в'яжучим, сечогінним, сечогінним, блювотним, відхаркувальним, кровоспинним, проносним і стимулювальним засобом. Передозування може викликати отруєння всього організму, гемоліз крові.

### Агролісомеліорація
Якщо посадити близько один до одного і сильно обрізати, більшість видів Gleditsia утворюють хороші вітрозахисні зони та живоплоти. Завдяки своїм зазвичай дуже колючим стовбурам і гілкам живопліт стає ефективним бар'єром, а завдяки своїй здатності фіксувати атмосферний азот він також збагачує ґрунт.

### Інше
М'якуш насіннєвих коробочок є джерелом сапонінів і використовується як замінник мила. Насіннєвий стручок є джерелом дубильних речовин. Деревина — міцна, довговічна, великозерниста. Використовується для загального будівництва.